# (1647) Менелай
(1647) Менелай (др.-греч. Μενέλαος) — довольно крупный троянский астероид Юпитера, движущийся в точке Лагранжа L4, в 60° впереди планеты. Астероид был открыт 23 июня 1957 года американским астрономом Сетом Никольсоном в Паломарской обсерватории и назван в честь мужа Елены Менелая, героя Троянской войны со стороны греков.

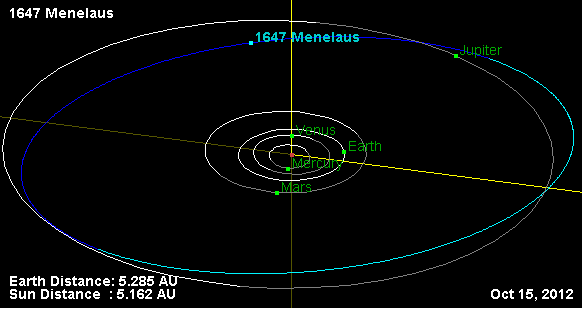
Орбита астероида Менелай и его положение в Солнечной системе